# Semiothisa abydata
Semiothisa abydata är en fjärilsart som beskrevs av Achille Guenée 1858. Semiothisa abydata ingår i släktet Semiothisa och familjen mätare. Inga underarter finns listade i Catalogue of Life.